# IONISx
IONISx es una plataforma de educación virtual nacida en septiembre de 2013 y desarrollada por académicos del IONIS Education Group con el fin de brindar oferta de educación masiva a la población (Massive Online Open Course), con cursos en francés. IONISx ofrece cursos, tanto gratuitos como de pago, sobre temas variados a niveles universitarios, pero abiertos a todos los sectores de la población.
A principios de 2013, se anunció la participación de ocho universidades: Instituto Superior de Gestión, Institut supérieur européen de formation par l'action, École pour l'informatique et les techniques avancées, École pour l'informatique et les nouvelles technologies, Institut polytechnique des sciences avancées, E-Artsup, Sup'Internet y la École des technologies numériques appliquées.
La peculiaridad de IONISx es que también ofrecen diplomas : Maestría en Administración de Negocios, diplomas en ciencias de la computación y diseño, etc.